# Bernardo Rolland de Miota
Bernardo Rolland de Miota, va ser un diplomàtic espanyol que, des de la seva posició de Cònsol General d'Espanya a París (1939-1943) va evitar la confiscació dels béns d'un grapat de jueus sefardites. Va intercedir per 14 jueus espanyols enviats al camp de Drancy, i va organitzar la repatriació d'altres 77, feina que va enllestir Alfonso Fiscowich. La seva actuació en favor dels jueus va provocar greus tensions amb les autoritats alemanyes de la França ocupada, i amb l'aleshores Ambaixador d'Espanya, Félix de Lequerica.

Rolland i altres diplomàtics espanyols que com ell, van ajudar els jueus a fugir de l'Holocaust van ser rescatats de l'oblit l'any 2000 quan el Ministeri d'Afers Exteriors d'Espanya va dedicar una pàgina web a la seva memòria, anomenada Diplomáticos españoles durante el Holocausto, sent Ministre Abel Matutes.
Posteriorment, l'any 2007, van ser homenatjats un altre cop en una exposició titulada Visados para la libertad organitzada per la Casa Sefarad a Madrid.
Bernardo Rolland, Julio Palencia Tubau i Sebastián Romero Radrigales han estat proposats l'any 2008 per la Fundació Raoul Wallenberg per a ser designats com a Justos entre les Nacions, distinció que l'estat d'Israel a aquelles persones que no sent de confessió o ascendència jueva, van ajudar els jueus víctimes de la persecució antisemita durant el Tercer Reich.